# Ernst Fuchs (teologo)
Ernst Fuchs (Heilbronn, 11 giugno 1903 – Heilbronn, 15 gennaio 1983) è stato un teologo protestante tedesco.
Ha studiato giurisprudenza, filosofia e teologia all'università di Tubinga. Si laurea in teologia a Marburgo nel 1931. Inizia la carriera di insegnante ma il regime nazista lo boicotta. Svolge attività pastorale fino al 1947 quando riprende l'insegnamento che sospenderà solo nel 1970.
Allievo di Bultmann, proprio da quest'ultimo apprende che sia l'ermeneutica sia la critica storica sono fondamentali alla teologia. Si differenzia da Bultmann perché mette in risalto la grandezza di Dio, si riavvicina alla persona storica di Cristo ed evidenzia l'origine dell'uomo dal Verbo.
Assieme a Gerard Ebeling ha impresso alla teologia contemporanea una svolta ermeneutica.

Fortemente influenzati dalla lezione heideggeriana sul linguaggio, attraverso questi autori la teologia cessa di essere il "discorso su Dio" per divenire il "discorso di Dio su Dio attraverso il linguaggio umano".

Fuchs insiste sulla funzione dell'ascolto, poiché il credente più che interprete risulta essere interpretato dalla Parola di Dio. Ed il linguaggio trascende la sua funzione di comunicazione per assurgere a quella di rivelazione.
Le sue opere principali sono:
- La libertà della fede (1949)
- Ermeneutica (1954)
- La risurrezione di Cristo dai morti (1972)